# Sandra Browne
Sandra Browne (Point Fortin, 27 luglio 1947) è un mezzosoprano trinidadiana.

## Biografia
Nata e cresciuta a Trinidad, nel 1965 Sandra Browne vinse una borsa di studio per il Vassar College, dove si laureò nel 1968. Nel 1971 vinse il Kathleen Ferrier Award e l'anno successivo fece il suo debutto operistico sulle scene britanniche con la Welsh National Opera, cantando il ruolo di Fenena nel Nabucco. Nel 1973 cantò al Camden Festival nell'opera comica di Jacques Offenbach Robinson Crusoé, mentre nel 1974 fu Poppea ne L'incoronazione di Poppea alla Kent Opera.
Successivamente cantò all'English National Opera i ruoli di Rosina ne Il barbiere di Siviglia, Oktavian in Der Rosenkavalier e Carmen nell'opera di Bizet. Nel 1975 cantò invece il ruolo di Dorabella in Così fan tutte alla Welsh National Opera.
Nel 1979 interpretò il ruolo di Alcina nell'opera Orlando furioso di Antonio Vivaldi nello storico allestimento del Teatro filarmonico di Verona, con la regia di Pier Luigi Pizzi e la direzione di Claudio Scimone.
Nel 1991 interpretò Lady Thiang nel musical The King and I a Londra e per la sua interpretazione ottenne una candidatura al Laurence Olivier Award alla miglior performance in un ruolo non protagonista in un musical.